# Kevin Scarce
Kevin Scarce (ur. 4 maja 1952 w Adelaide) – australijski wojskowy i działacz społeczny, w latach 2007-2014 gubernator Australii Południowej.

## Życiorys
Już jako szesnastolatek wstąpił w szeregi Royal Australian Navy. Walczył w wojnie wietnamskiej, a po powrocie z niej stał się specjalistą w zakresie logistyki i zaopatrzenia. Pełnił szereg funkcji w australijskiej armii, a w latach 1979–1982 przebywał na placówce w ambasadzie Australii w Waszyngtonie. W latach 2000–2003 był dowódcą zaopatrzenia australijskiej marynarki (jego kompetencje obejmowały także zakup nowych statków). W 2004 przeszedł w stan spoczynku w stopniu wiceadmirała. Następnie podjął pracę dla rządu stanowego Australii Południowej, gdzie odpowiadał za rozwój przemysłu zbrojeniowego. 
8 sierpnia 2007 objął urząd gubernatora stanu. W 2008 został kawalerem Orderu Australii. 7 sierpnia 2014 jego kadencja dobiegła końca, zastąpił go Hieu Van Le